# Bawean
Bawean (em indonésio:  Pulau Bawean) é uma ilha da Indonésia, a norte de Java e a sul de Bornéu. Situada no mar de Java, está a cerca de 150 km de Surabaya. A sua capital, Sangkapura, é um porto com cerca de 40 000 habitantes. No total, Bawean é habitada por mais de 70 000 pessoas (censo de 2010), dedicadas principalmente à pesca e à agricultura. Na ilha habita o endémico cervo-de-bawean, em perigo de extinção.

## Descrição
A ilha pertence à regência de Gresik e província de Java Oriental. Tem cerca de 15 km de diâmetro e conta com uma estrada costeira circular. O relevo de Bawean é definido por um vulcão extinto no centro, que atinge 655 m de altitude. A ilha tinha cerca de 70000. Dos cerca de 70 000 residentes em 2010, mais de 26 000 (cera de 70% da população masculina) viviam temporariamente fora da ilha, trabalhando em outras ilhas da Indonésia, em Singapura e Malásia). Em função disso, as mulheres constituem 77% da população residente, pelo que muitas vezes surge referenciada como a "Ilha das Mulheres" (em indonésio:  Pulau Putri).
O território insular está dividido em dois distritos administrativos, Sangkapura e Tambak. Mais de metade da população (cerca de 45 750) vive no distrito de Sangkapura, centrado na localidade com o mesmo nome, na costa sul. Nas proximidades da ilha há algumas reservas de hidrocarbonetos, a explorar em modo de contrato de partilha de produção (PSC)
A maior parte da ilha é montanhosa, exceto a costa estreita e uma planície na parte sudoeste; é, portanto, também chamada localmente como "ilha das 99 colinas". As maiores altitudes estão nas partes central e oriental da ilha. Aqui estão alguns lagos da caldeira, sendo o maior o lago Kastoba (indonésio: Danau Kastoba), que tem uma área de cerca de 0,3 km2, profundidade de 140 metros e localizado a uma altitude de cerca de 300 m. Existem vários pequenos rios e quedas de água, sendo as mais altas Laccar e Patar Selamat, além de fontes termais como Kebun Daya e Taubat.

## Galeria

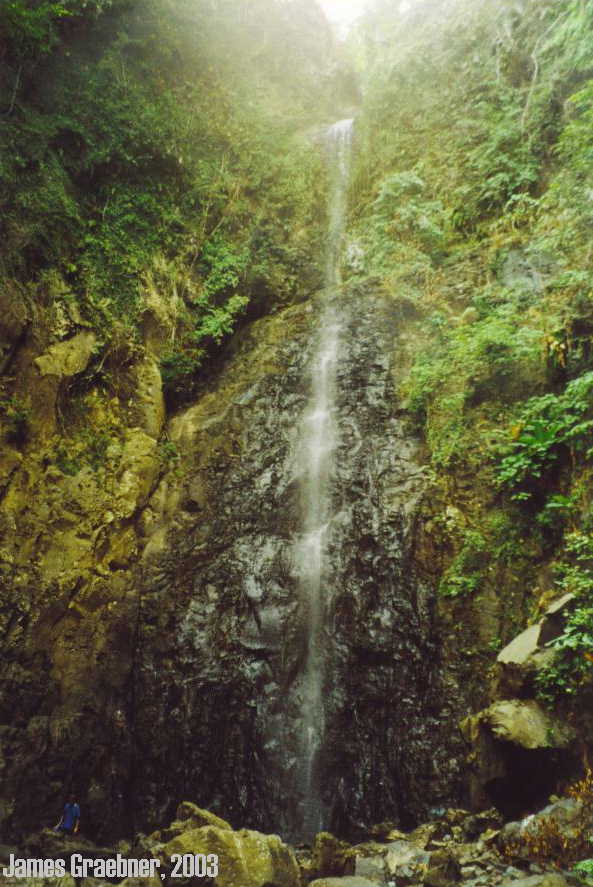
Queda de água de Telaga Kastoba
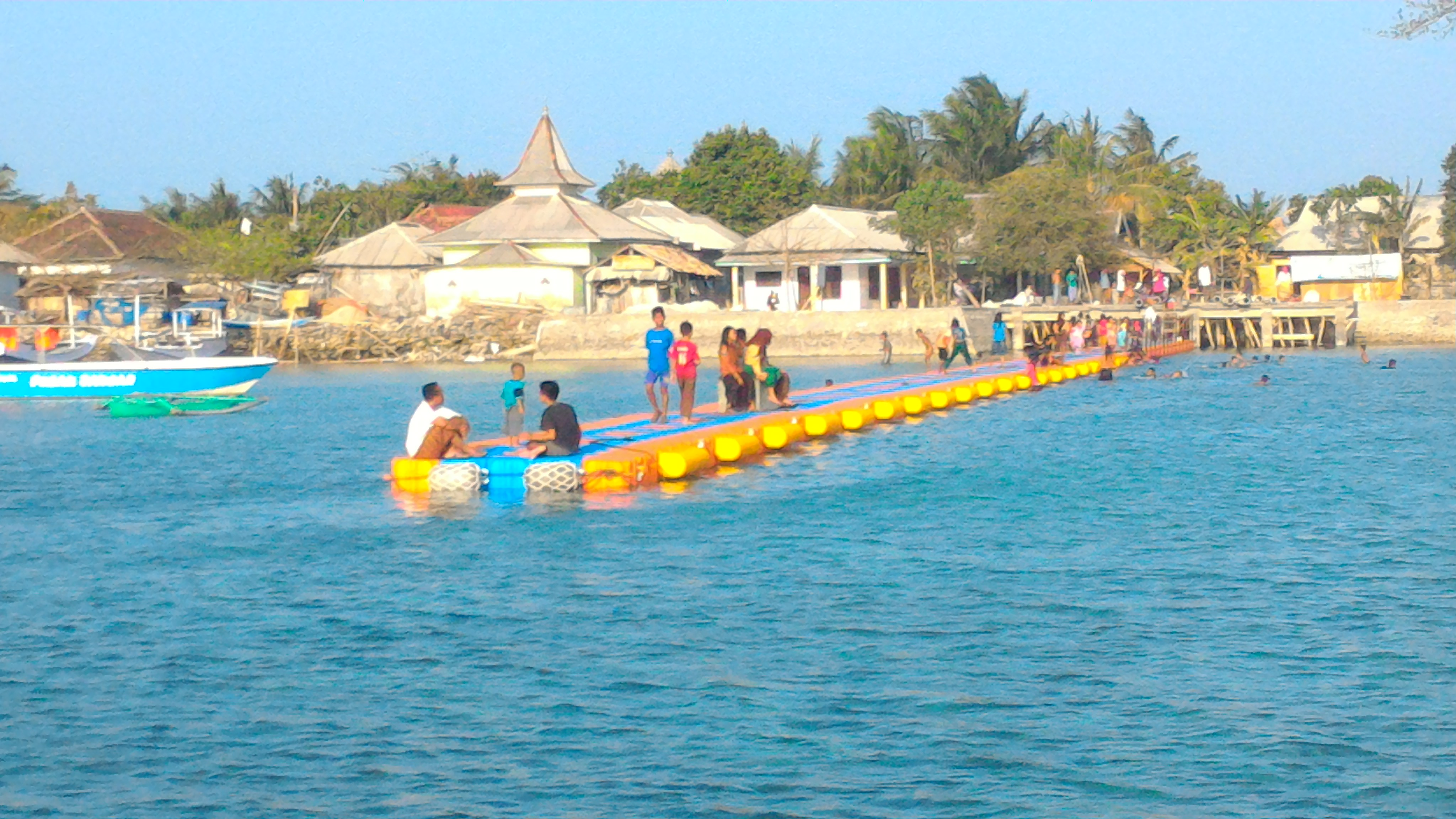
Cais flutuante
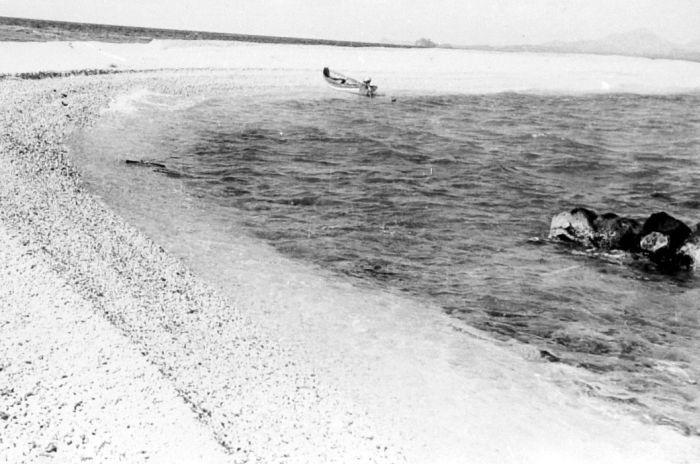
Praia de coral